# Mathias Bellino
Mathias Bellino   (Mollans-sur-Ouvèze, 21 d'agost de 1991) és un antic pilot d'enduro occità de renom internacional. Al llarg de la seva carrera va guanyar un Campionat del món d'enduro Júnior (2012) i un en categoria E3 (2015), a més de dos campionats de França júnior (un d'enduro i un de motocròs). També va formar part de l'equip estatal francès que va obtenir la victòria al Junior Trophy dels Sis Dies Internacionals d'Enduro tres anys seguits (del 2011 al 2013).
Bellino va començar a competir en motocròs de ben petit. El 2004, a tretze anys, en va guanyar la Lliga del Llenguadoc-Rosselló en categoria Minime/Cadet i la Copa de les Regions en 85 cc. El 2008 va guanyar el Campionat de França de motocròs en categoria Júnior i el 2011, havent passat ja a competir en enduro, el seu primer Junior Trophy als ISDE. Poc després va començar a encadenar els seus èxits internacionals, després dels quals, el 2016, encara va ser subcampió del món d'enduro en la categoria E2 i en l'absoluta (EnduroGP), així com subcampió de França de la mateixa categoria.
A finals del 2017, quan el seu contracte amb Husqvarna va vèncer, Bellino va decidir de passar a competir en ral·lis raid, especialment al Ral·li Dakar, i fitxà per Honda. El 28 d'agost del 2018 va patir un greu accident mentre participava al Ral·li Ruta 40 a l'Argentina arran del qual va quedar paraplègic. El març del 2019, acceptà l'oferta de l'equip francès ORP Honda i va esdevenir director del seu equip de competició per al mundial d'EnduroGP.

## Palmarès
Font:

### Motocròs
- 2004
  - Guanyador de la Lliga del Llenguadoc-Rosselló en categoria Minime/Cadet
  - Guanyador de la Copa de les Regions en 85 cc
- 2008
  - Campió de França de motocròs Júnior 125 cc

### Enduro
- 2011
  - Guanyador del Junior Trophy als ISDE
- 2012
  - Campió del món d'enduro EJ
  - Guanyador del Junior Trophy als ISDE
- 2013
  - Campió de França d'enduro Júnior
  - Guanyador del Junior Trophy als ISDE
- 2015
  - Campió del món d'enduro E3